# 国権酒造
国権酒造株式会社（こっけんしゅぞう）は、福島県南会津郡南会津町の酒の製造・販売業者。
特定名称酒のみを製造している。
商標は『国権』である。

## 沿革
- 1877年 - 創業。

## 銘柄
日本酒
- 「国権」
  - 純米大吟醸
  - 大吟醸
  - 純米
  - 山廃純米
  - 宵まち
  - 本醸造 みず穂
  - 純米吟醸生原酒
  - 特別大吟醸
  - 夢の香
- 「俺の出番」
- 「道一筋」
- 「大内の里」
- 「てふ」
- 「春一番」

## 受賞歴
全国新酒鑑評会
平成14酒造年 - 29酒造年
- 「国権」金賞受賞 - 平成29年受賞